# Răzvan Stanca
Răzvan Marian Stanca (Bucarest, 18 gennaio 1980) è un ex calciatore rumeno, di ruolo portiere.

## Carriera

### Club
Per sete anni ha giocato con lo Sportul Studențesc, vincendo due campionati di Divizia B.
Tra il 2005 e il 2007 giocava nel Farul Costanza. È tornato in prestito allo Sportul Studențesc nel 2007 e sempre in prestito è andato al Dacia Mioveni l'anno dopo.
Dopo una breve militanza con il Farul Costanza, ha giocato due anni con il Pandurii. È stato di nuovo in prestito prima alla Steaua Bucarest, poi all'FCU Craiova, quindi di nuovo alla Steaua Bucarest, con cui ha vinto un campionato.
Ha chiuso la carriera giocando per cinque stagioni al Pandurii.

### Nazionale
Il 26 marzo 2008 ha giocato la sua prima e unica gara in nazionale, l'amichevole contro la Russia, entrando all'ultimo minuto al posto di Marius Popa.

## Statistiche

### Cronologia presenze e reti in Nazionale
| Cronologia completa delle presenze e delle reti in nazionale ― Romania | Cronologia completa delle presenze e delle reti in nazionale ― Romania | Cronologia completa delle presenze e delle reti in nazionale ― Romania | Cronologia completa delle presenze e delle reti in nazionale ― Romania | Cronologia completa delle presenze e delle reti in nazionale ― Romania | Cronologia completa delle presenze e delle reti in nazionale ― Romania | Cronologia completa delle presenze e delle reti in nazionale ― Romania | Cronologia completa delle presenze e delle reti in nazionale ― Romania |
| Data                                                                   | Città                                                                  | In casa                                                                | Risultato                                                              | Ospiti                                                                 | Competizione                                                           | Reti                                                                   | Note                                                                   |
| ---------------------------------------------------------------------- | ---------------------------------------------------------------------- | ---------------------------------------------------------------------- | ---------------------------------------------------------------------- | ---------------------------------------------------------------------- | ---------------------------------------------------------------------- | ---------------------------------------------------------------------- | ---------------------------------------------------------------------- |
| 26-3-2008                                                              | Bucarest                                                               | Romania                                                                | 3 – 0                                                                  | Russia                                                                 | Amichevole                                                             | -                                                                      | 89’                                                                    |
| Totale                                                                 |                                                                        | Presenze                                                               | 1                                                                      |                                                                        | Reti                                                                   | 0                                                                      |                                                                        |

## Palmarès

### Club
- Campionato rumeno: 1

Steaua Bucarest: 2012-2013
- Liga II: 2

Sportul Studențesc: 2000-2001, 2003-2004